# Astrid Rosenfeld
Astrid Rosenfeld, född 1977 i Köln, är en tysk författare.

## Biografi
Astrid Rosenfeld levde efter gymnasiet i två år i Kalifornien i USA där hon samlade på sig erfarenhet inom teatern innan hon flyttade till Berlin för att utbilda sig till skådespelare. Hon avbröt utbildningen efter ett och ett halvt år. Därefter har hon haft olika jobb i filmbranschen, framför allt som castingagent. Hennes romaner Adams arv (Adams Erbe) och Elsa (Elsa ungeheuer) har översatts till elva språk. 
Astrid Rosenfeld lever och verkar som författare i Berlin och Marfa, Texas.

## Priser
- Publikumspreis des Franz-Tumler-Literaturpreises der Gemeinde Laas (Südtirol) för Adams arv, 2011
- Branschtidskriften Buchmarkts pris i brons som årets författare 2011 för Adams arv 2012
- "Prix Jean Monnet des Jeunes Européens" för Adams arv, 2016